# Натаніель Гріффіт Леротолі
Натаніель Гріффіт Леротолі (1870 — 23 червня 1939) — п'ятий верховний вождь Басутоленду (сучасне Лесото).
Був сином вождя Леротолі. Успадкував престол 1913 року після смерті свого брата Летсіє II та його сина, який мав стати наступним верховним вождем Басутоленду.
Ще 1912 року прийняв католицьку віру, таким чином ставши першим у Лесото монархом-католиком. Відтоді всі його наступники також є католиками.
Помер 1939 року, після чого владу успадкував його племінник Саймон Сіісо.